# キエラ・ホーガン
キエラ・ホーガン（Kiera Hogan、1994年9月16日 - ）は、アメリカ合衆国の女子プロレスラー。オール・エリート・レスリング（AEW）に所属。インパクト・レスリング（現：TNAレスリング）での活躍で知られ、タシャ・スティールズとのタッグで2度のインパクト・ノックアウツ・タッグチーム王座を獲得している。また、Women Superstars Uncensored（WSU）ではWSUスピリット王座を獲得した経験を持つ。彼女のダイナミックな試合スタイルとカリスマ性が特徴。

## 来歴
2015年にアトランタでプロレスを始め、WWA4インタージェンダー王座を獲得。アトランタ・レスリング・エンターテインメント、OMEGA、シャイン・レスリングなどで活躍。2017年2月11日、WSUスピリット王座を獲得し、2018年にジョーディン・グレイスに敗れる。
2018年にインパクト・レスリングでデビューし、ノックアウツ王者ローレル・ヴァン・ネスに勝利（非タイトル戦）。タヤ・ヴァルキリーやテッサ・ブランチャードと抗争。2020年にタシャ・スティールズとFire 'N Flavaを結成し、インパクト・ノックアウツ・タッグチーム王座を2度獲得。
2021年8月にAEWでデビューし、契約。2022年にThe Baddiesに加わるが後に除名。2023年にリング・オブ・オナー（ROH）でデビューし、ROH女子世界王座や女子世界テレビ王座トーナメントに挑戦するが獲得ならず。

## 私生活
LGBTQ+コミュニティのメンバーであり、公にレズビアンであることを表明している。

## 得意技
- ドロップキック[9]

- ネックブリーカー[10]

- スープレックス[11]